# Blandy (Seine-et-Marne)
Blandy is een gemeente in het Franse departement Seine-et-Marne (regio Île-de-France) en telt 721 inwoners (1999). De plaats maakt deel uit van het arrondissement Melun.

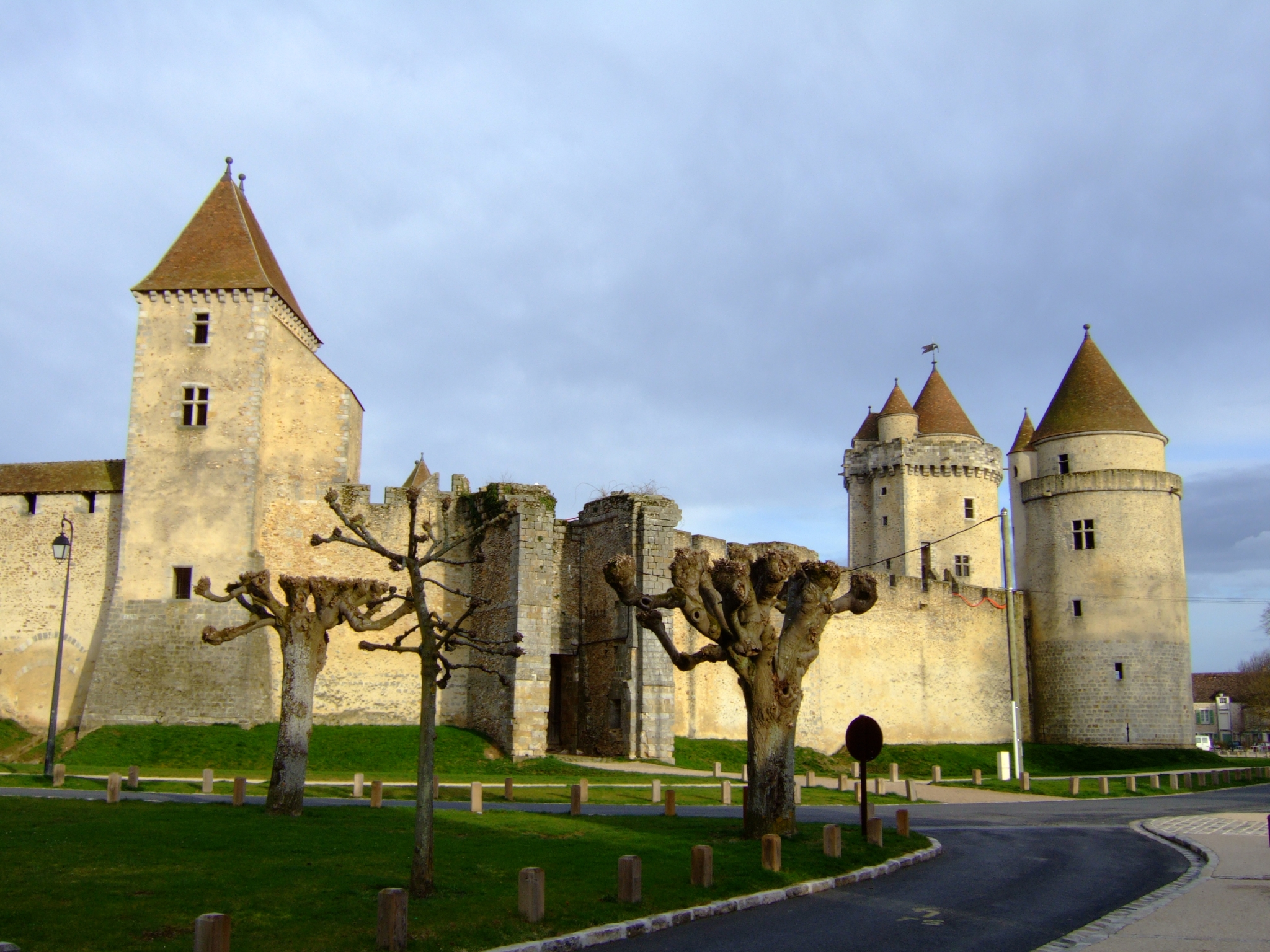
Het kasteel van Blandy

## Geografie
De oppervlakte van Blandy bedraagt 13,9 km², de bevolkingsdichtheid is 51,9 inwoners per km².
De onderstaande kaart toont de ligging van Blandy (Seine-et-Marne) met de belangrijkste infrastructuur en aangrenzende gemeenten.

## Demografie
Onderstaande figuur toont het verloop van het inwonertal (bron: INSEE-tellingen).